# 4461 Sayama
4461 Sayama eller 1990 EL är en asteroid i huvudbältet, som upptäcktes den 5 mars 1990 av den japanske amatörastronomen Atsushi Sugie i Dynic-observatoriet. Den är uppkallad efter den japanska staden Sayama.
Asteroiden har en diameter på ungefär 17 kilometer och den tillhör asteroidgruppen Brasilia.